# Кошарка
Кошарка је врста тимског спорта, који углавном чине два тима од по пет играча, који се такмиче један против другог на терену правоугаоног облика. Главни циљ је постизање што више поена, што се остварује убацивањем лопте у кош, притом покушавајући да противнички тим постигне што мање поена.
Пречник кошаркашке лопте је 24 центиметра, а пречник обруча скоро дупло више, 46 центиметара. Кош је вредан један поен приликом шутирања слободних бацања, два поена приликом шутирања унутар линије три поена, и три поена уколико се шутира изван линије три поена.
Побјеђује тим који на крају утакмице постигне највише поена, уколико је на крају регуларног дела резултат изједначен, играју се продужеци.
Током времена кошарка је развила уобичајене технике шутирања, додавања и вођења лопте, као и позиције играча и нападачки и одбрамбени механизам. Док се уобичајена такмичарска кошарка одвија под строгим и тачно одређеним правилима, разне варијације кошарке учиниле су кошарку ближу играчима и с мањим бројем правила. Кошарка је један од најгледанијих спортова на свету.
Док је такмичарска кошарка искључиво дворански спорт који се одвија на терену за кошарку, мање регулисане врсте кошарке могу се играти и као спољни спорт на подлогама различитим од паркета, који је стандард за такмичарску кошарку.

## Историја

### Почеци
Почетком децембра 1891, Џејмс Нејсмит, канадски лекар на Универзитету Макгил и професор физичког васпитања на Колеџу Спрингфилд, осмислио је нову игру на затвореном терену која би служила за одржавање кондиције ученика током дугих зима. Одбацио је многе предложене игре с објашњењем да су прегрубе или непотпуне, и на крају је модификовао дечју игру Патка на камену, прилагодио је неколико спортова у једну целину и написао је једноставна правила. Кош је ставио на висину од 3,05 m. Тај кош се разликовао од данашњег по томе што је имао чврсто дно, док данашњи кошеви имају мрежицу која пропушта лопту. Док су кошеви имали чврсто дно, сваки пут након постигнутога коша лопте су се морале избијати из коша. Нејсмитова нова игра била је врло слична рукомету који је настао отприлике у исто време као и кошарка, крајем 19. века.
Женска кошарка почела је 1894. када је Сенда Беренсон, професорка физичког васпитања прилагодила Нејсмитова правила женама. Прва службена кошаркашка утакмица одржана је 20. јануара 1892. у дворани Гимназије Удружења младих хришћана. Играло се с девет играча на терену упола краћем него данашњи NBA терен. Оригинални назив кошарке на енглеском је basketball, а сложеница је од речи basket – кош и ball – лопта. Име је Нејсмиту предложио један од његових ученика. Игра је била популарна од самог почетка.
Први играчи кошарке били су студенти Гимназије Удружења младих хришћана. Касније игра се проширила на читав САД и Канаду. До 1896. године постојале су и бројне женске кошаркашке екипе, но поприлично груба правила и бројна публика одвратила су кошарку од примарног циља Удружења младих хришћана, игре која помаже студентима да остану у форми. Но, упркос томе, пре Првог светског рата успоставили су се бројни аматерски савези с аматерским клубовима, и то у САД.
Кошарка се прво играла с фудбалском лоптом. Прве лопте израђене искључиво за кошарку биле су смеђе, што је била уобичајена боја све до педесетих 20. века када је Пол Тони Хинкл, у потрази за лоптом која би била уочљивија, у употребу увео наранџасту лопту, која је и данас стандардна.
Вођење или одбацивање лопте од подлоге (енглески: dribling), није било предвиђено првим правилима. Предвиђено је било само додавање лопте између саиграча одбацивањем лопте од подлоге. Додавање лопте био је први пример кретања лопте. Вођење је постепено нашло пут до кошарке и постао дозвољен, међутим, није се превише користио због неправилног облика тадашњих лопти и њиховог неправилног одскока. Тек је средином педесетих вођење постало популарна метода баратања лоптом, што је било условљено побољшањем њених својстава за што је заслужан Пол Тони Хинкл.
Кошарка, нетбол, одбојка и лакрос једини су спортови с лоптом измишљени од стране држава Северне Америке. Друге игре попут бејзбола и канадског фудбала измислили су Европљани, Азијци или Африканци.

### Универзитетска кошарка
Џејмс Нејсмит и Сенда Беренсон су имали пресудну улогу у настанку универзитетске кошарке. Нејсмит је био тренер Универзитета Канзаса шест година пре препуштања места тренеру Фогу Алену. Нејсмитов ученик Амос Алонсо Стаг представио је кошарку Универзитету Чикага, док је Адолф Рап, Нејсмитов студент у Канзасу, остварио изврсне успехе са Универзитетом Кентакија. Универзитет Калифорније и Школа Мис Хед су 1892. одиграле прву женску утакмицу између образовних установа. Беренсине бруцошкиње су играле против друге године у првој женској колеџ утакмици на Смит колеџу 21. марта 1893. Исте године су жене на колеџима Маунт Халиок и Софи Њуком колеџ (који је тренирала Клара Грегори Бер) су почеле да играју кошарку. До 1895. кошарка се проширила на колеџима и на друге савезне државе САД, укључујући Велесли, Васар и Брин Маур. Прва међуфакултетска утакмица за жене одиграна је 4. априла 1896. између Станфорда и Берклија. Свака екипа се састојала од девет играчица, а резултат је био 2-1 за Станфорд. Након успеха женске свеучилишне кошарке дошло је до успоставе бројних мушких клубова. Колеџи, укључујући Универзитет Чикага, Колумбија универзитет, Дартмут колеџ, Универзитет Минесоте, Америчку морнаричку академију, Универзитет Јуте и Универзитет Јејл су 1901. почели да организују утакмице мушкараца. 1910. године, честе неправде на кошаркашким утакмицама су навеле тадашњег америчког председника Теодора Рузвелта да предложи формирање извршног тела. На тај начин настао је Међууниверзитетски савез (IIA).
Број екипа је растао током 1920-их. Постојале су стотине мушких екипа у градовима дуж САД, док је организација била на врло ниском нивоу. Играчи су се стално премештали из клубова, а места одигравања утакмица биле су фабрике и задимљене плесне дворане. Екипе попут Ориџинал Селтикса и два Афро-Америчка тима Њујорк Ренесанс Фајв и (још увек постоје) Харлем Глобтротерси су играли до 200 утакмица на својим турнејама. Кошарка код жена била је боље организована. Када је 1905. Национални кошаркашки савез САД за жене објавио правила, у њима се спомињао број играча који је варирао од шест до девет и број судаца, којих је обавезно морало бити једанаест. Међународна спортска федерација за жене уврстила је 1924. године кошарку у своје службене спортове. Аматерска атлетска унија је организовала прво национално првенство у кошарци за жене. Први најбољи женски тим аматерске лиге је изабран 1929. Женска лига се проширила по целој држави и произвела је познате спортисткиње као што је Бејб Дидриксон из Голден Сајклонуса и Америкен Ред Хедс тим који се такмичио против мушких тимова и то по мушким правилима. До 1938. године жене су промениле систем, па су почеле играти са шест играчица на терену од две половине, а не три, како се до тада играло. Први национални турнир за мушкарце, Национално позивно првенство (NIT), одржано је у Њујорку 1938. године.
Универзитетска кошарка распадала се због коцкарских скандала који су је потресали између 1948. и 1951. На десетине играча је оптуживано за намештање утакмица. Пошто је делимично била доведена у везу са преварама, NIT је уступио место NCAA.

### Међународна кошарка
Међународна кошаркашка федерација (фр. Federation Internationale de Basketball Amateur) ФИБА основана је 18. јуна 1932. у Женеви од представника осам држава: Аргентине, Чехословачке, Грчке, Италије, Летоније, Португалије, Румуније и Швајцарске. У то време, организација се бринула само о аматерским играчима.
Кошарка је први пут уврштена на Летње олимпијске игре 1936, иако је демонстративни турнир одржан још 1904. На овим такмичењима су углавном доминирале Сједињене Државе, које нису освојиле само четири олимпијска турнира, а први пораз је био у контроверзној финалној утакмици против Совјетског Савеза на Олимпијским играма 1972. у Минхену. Прво Светско првенство у кошарци за мушкарце је одржано у Аргентини. Три године касније, прво Светско првенство у кошарци за жене је одржано у Чилеу. Женска кошарка је уврштена на Олимпијске игре 1976., са тимовима Бразила и Аустралије које су били највећи ривали Сједињеним Америчким Државама.
ФИБА је 1989. одбацила разлику између аматерских и професионалних кошаркаша, а 1992. професионални играчи су први пут играли на Олимпијским играма. Доминација САД се наставила са представљањем њиховог Тима снова. Међутим, са развојем кошарке у другим државама, остали национални тимови су почели да побеђују Сједињене Државе. Тим који се састојао од искључиво NBA играча је завршио као шести на Светском првенству 2002. у Индијанаполису иза Југославије, Аргентине, Немачке, Новог Зеланда и Шпаније. На Олимпијским играма 2004. у Атини, тим Сједињених Држава састављен од професионалних играча је претрпео први пораз на Олимпијским играма, изгубивши од Порторика и Литваније у утакмицама по групи. На крају је овај тим освојио бронзану медаљу, иза Аргентине и Италије.
Кошаркашки турнири се широм света одржавају за дечаке и девојчице свих узраста. Глобална популарност овог спорта одражава се кроз националности играча који играју у NBA лиги. Владе Дивац, један од припадника првог таласа неамеричких играча, и Предраг Стојаковић, двоструки победник у шутирању тројки су из Србије, Стив Неш, који је освојио награду за најкориснијег играча у NBA лиги је Канађанин; Кобе Брајант је Американац, али је одрастао у Италији; звезда Далас Маверикса Дирк Новицки је Немац, а звезда Лос Анђелес Лејкерса Пау Гасол је из Шпаније. Сан Антонио Спарси у својој екипи имају Тима Данкана са Америчких Девичанских Острва (Данкан игра за САД, пошто Девичанска Острва немају кошаркашки тим за међународна такмичења), Емануел Ђинобили је из Аргентине (као и играч Чикаго Булса Андрес Ноћиони), а Тони Паркер је из Француске.
Најбољи тимови са два последња Светска првенства одржана 2002. у Индијанаполису и 2006. у Јапану, једнако драматично показују глобализацију игре. Само један члан ова два тима је Американац, а то је Кармело Ентони. У тиму из 2002. су били Новицки, Ђинобили, Стојаковић, Јао Минг из Кине и Перо Камерон из Новог Зеланда. Ђинобили је такође био и у тиму и 2006, а остали су Ентони, Гасол и Хорхе Гарбахоса из Шпаније и Теодорос Папалукас из Грчке. Једини играчи из ова два тима који никада нису играли у NBA су Камерон и Папалукас.

### Кошарка у Србији
Прву кошаркашку лопту у Србију донео је 1923. године из Америке Вилијам Виланд, представник добротворне организације „Војска спаса“. Виланд је у Београд стигао са задатком да учитеље, наставнике и професоре београдских школа упозна са званичним правилима кошаркашке игре. У пратњи госта из Америке, у служби преводиоца, била је Драгица Поповић из Црвеног крста Београда.
Домаћини су били изузетно заинтересовани за ову посету. Семинарима г-дина Виланда присуствовао је велики број знатижељника, који су желели да се упознају са њима до тада потпуно непознатом игром.
У знак велике пажње и посебног пријатељства, Виланд је г-ђи Поповић, која га је пратила током његове кратке посете Србији, поклонио кошаркашку лопту. Према свим историјским сведочанствима, то је била и прва кошаркашка лопта која се појавила у Србији.
Прва комплетна правила кошаркашке игре штампана су у Београду 1924.
Занимљивост о почетку кошарке у Србији која је објављена у дневном листу "Политика" од 18. априла 1923. у рубрици „Спорт":
Баскет-бал у Београду — Спортски Клуб Југославија засновао је одељак за веома популарну игру Баскет-бал. Уверени смо да ће ова лепа игра стећи много присталица међу љубитељима лаких и грациозних спортова, за које нису потребне нарочите атлетске способности. Ова игра, у којој нема суровости, веома је згодна за нежну децу и женскиње... 
Међутим, још и 1935. "Политика" сврстава "баскетбал" међу спортове за које се код нас "скоро и не зна".

## Правила
Кошарка се игра рекреативно и такмичарски. Правила за рекреативну кошарку нису тако строга и често су локално одређена. Такмичарска правила су строга правила и она су међународна и NBA правила. Кошаркашка правила, која обухватају димензије игралишта, кошева, лопте, дресове, регуларност и трајање игре... штите и обезбеђују делегиране судије.
Кошарка на такмичарском нивоу захтева више услова: сат, таблу за исписивање резултата, алтернативне стрелице поседа, и оперативни систем на конструкцији коша са сиреном.

### Кошаркашки терен
Регуларни кошаркашки терен, игралиште по правилима Међународне кошаркашке федерације има мере 28x15 m, а у NBA 29x15 m. Већина терена има паркет израђен од дрвета. Челични кош са таблом, мрежом и обручем који виси 1,2 метра унутар терена по средини, са висином горњег обруча од 3,05 m. Ове мере скоро су идентичне у свим лигама на свету. Линија за 3 поена у међународној кошарци је 6.75, а у NBA је 7,24 метра. Док димензије терена или табле на кошу могу варирати без претераног учинка, врло је важно да обруч буде на тачној висини од 3,05 m. Чак и мало одстојање од неколико центиметара, па чак и милиметара, може имати велики учинак на успешност шутева.

### Опрема
Играчи су униформисани и сви из истог тима носе једнако дизајниране дресове истих боја.
Стандардни дрес се састоји од доњег дела и мајице без рукава. Сваки играч је, и на прсима и на леђима, на свом дресу, означен видљивим, јединственим бројем, различитим од свих бројева саиграча. Професионални кошаркаши користе специјалну обућу са високим ђоном који осигуравају додатну потпору петама. Осим броја, на мајицама се налазе и имена клуба, играча и спонзора.

### Правила игре
На терену у игри сме бити пет играча једне екипе у исто време. Тимови смеју имати максимално девет замена. Замене се могу обављати неограничено, али само кад је сат заустављен, тј. кад игра није активна. Екипе имају тренера, који најчешће развија тактику и стратегију, и остало особље које такође активно учествује, али изван терена (доктори, помоћни тренери, статистичари).
Утакмица се игра по четири четвртине од десет (међународна кошарка) или дванаест минута (NBA). На факултетима се играју два полувремена од 20 минута, док већина колеџа игра четири четвртине од десет минута. Велики одмор након две четвртине траје петнаест минута, а одмор између две четвртине траје два минута. Ако је игра неодлучена након четири четвртине игра се један продужетак од пет минута. Ако је након једног продужетка утакмица и даље неодлучена, продужеци се настављају док се не добије победник. Екипе мењају кошеве (стране) након одигране две четвртине. Сат се помиче док је лопта у игри; кад је лопта изван граница или није у активној игри, сат се зауставља. Управо због тога утакмице трају отприлике два сата, много више од предвиђених 40 (међународна кошарка) или 48 минута (NBA).
Мере и трајање напада најчешће варирају између турнира и организација; у овом делу чланка користе се међународна и NBA правила.
Број тајм аутова на утакмици ограничен је најчешће на шест. Трају по не више од једне минуте, осим ако није предвиђено да трају дуже због телевизијског преноса. Утакмицу контролишу судије којих је на једној утакмици четири: главни судија, два помоћника и један судија за столом, који води бригу о броју постигнутих кошева, личним грешкама играча, времену, стрелцима и времену напада.

### Кош-поени
Избачај лопте из руке играча ка обручу (кошу) зове се ударац или шут. Реализовани шутеви доносе кошеве. Кош је постигнут када лопта прође кроз обруч са позиције изнад нивоа обруча. Сваки кош доноси 1, 2 или 3 поена, у зависности одакле долази и под којим условима је дат. Када је кош постигнут са удаљености унутар означеног лука испред противничког коша полупречника 6,75 m у Европи, и 7,24 m у NBA, вреди 2 поена. Од 2010. и у Европи лук преко кога се рачунају 3 поена је померен на 7,24 m. Кош изван тога лука вреди 3 поена. У прекидима игре, насталим услед кршења правила игре, изводе се казнена бацања, која се зову слободна бацања, којих, по једном прекршају, зависно од услова и тежине прекршаја, може бити 1, 2, односно 3, при чему се сваки кош вреднује једним (1) поеном. Слободно бацање се изводи иза линије удаљене од коша 4,5 m. Играчима је дозвољено да шутирају слободно бацање и иза линије, али унутар круга. Ник ван Ексел је изводио слободна бацања метар иза линије.
Смисао игре је премашити број кошева (поена) противничке екипе убацивањем лопте кроз обруч противничког коша, а истовремено спречити противничку екипу да убаци лопту кроз брањени, кош.

### Позиције играча
Развојем кошаркашке игре и тактике дошло је до кристализације кошаркашких позиција. Пошто је у једном тренутку на паркету пет играча сваки од њих је у складу са својим особинама задужен за поједине сегменте игре. Тако су се развиле позиције плејмејкер (1), бек (2), крило (3), крилни центар (4) и центар (5).

### Прекршаји правила
Лопта мора остати унутар терена; екипа која последња додирне лопту пре него што она додирне граничну линију терена губи посед над лоптом. Играч који се не креће, већ стоји у једној позицији с лоптом у рукама, може премештати само једну ногу, друга мора остати статична у противном се суде кораци, као и када започне кретање начинивши корак подизањем обе ноге без ударања лопте о подлогу. Лопта се саиграчу додаје, или баца на кош, и са једном, и са две руке; може се котрљати; што је све, такође, дефинисано строгим правилима. Лоптом се креће и дрибла (избегавање противничке одбране) њеним тапкањем о подлогу искључиво једном руком (вођење) (Лопта се не сме водити нити њоме дриблати са обема рукама, иначе се суди дупло вођење). Рука играча не сме бити испод лопте док дрибла, иначе се суди ношена лопта. Екипа која има посед лопте у нападачком делу терена не сме вратити лопту у одбрамбени део терена. Није дозвољено тапкање затвореном шаком. Ако играч прекрши неко од ових правила док је његова екипа у нападу, екипа губи лопту; ако се екипа бранила, време за напад се понавља од почетка.
Постоје ограничења која се односе на: време дозвољено да лопта у поседу неке екипе пређе из одбрамбеног у нападачки део терена (осам секунди); максимално дозвољено време које може проћи без додиривања обруча лоптом у поседу екипе противничког коша (24 секунде); држање лопте без дриблања (вођења лопте) док је играч у поседу лопте (пет секунди), и задржавање у рекету, месту испод коша (три секунде). Ова правила су уведена да натерају екипе на напад.
Играч не сме ометати шут противничког играча додирујући било који део конструкције коша, нити сме дирати лопту која је у силазној путањи након упућеног шута противника према кошу. Такође играч не сме дирати лопту која је на обручу (у NBA се не сме дирати ни лопта која је вертикално изнад обруча). Ако неки играч који брани свој кош прекрши ово правило, кош се признаје. Ако неки играч шутира према кошу, а његов саиграч прекрши неко од ових правила, напад се прекида, и лопта прелази у посед екипе која се у том нападу бранила.

### Лична грешка (фаул)
Телесни контакт који омета играча у игри није дозвољен. Покушај да се противник заустави контактом тела није дозвољен и назива се прекршај (фаул). Играчи на којима је прекршај направљен или добијају лопту да је убаце са стране, или шутирају известан број пута, у зависности од тежине прекршаја (слободно бацање), слободна бацања такође изводе играчи фаулирани приликом шута, или када је екипа која је направила прекршај искористила бонус. Играчу који је начинио фаулове се додељује лична грешка.
Играчу или тренеру који се неспортски понаша, нпр. агресиван разговор и приговор судијским одлукама, или ако физички нападне судију или играча, може се доделити техничка грешка. Када се техничка грешка додели, противничкој екипи се додељују два слободна бацања и посед лопте, иако и ово правило варира између такмичења.
Поновљени инциденти могу резултовати искључењем. Прекршај који играч направи ометањем игре и противника без намере ометања игре лоптом, назива се намерни прекршај и квалификује се као тежак прекршај. Када дође до намерног прекршаја казна је тежа; судија сме и искључити кривца за прекршај из игре.
Уколико екипа пређе дозвољених четири прекршаја у периоду утакмице (четвртини или полувремену), противничкој екипи дозвољено је извођење једног или два слободна бацања, зависно од правила такмичења, након свакога идућег прекршаја. Играчу који направи пет (међународна кошарка) или шест прекршаја (NBA), укључујући техничке грешке, није дозвољен наставак утакмице, па се исти играч мора удаљити са терена. Каже се да је играч искључен.

### Неформална игра
У неформалној кошарци практично и нема правила која се поштују; једина обавеза је да неко од заинтересованих има лопту и да се нађе кош за игру. Овако су настале многе популарне игре, од којих је најзначајнија "21", варијанта кошарке коју играју до 21 постигнутог поена два тима са по три играча, бацајући на један кош. Кодификацијом ове игре настао је баскет као друга званична варијанта кошарке поред игре пет-на-пет. Остале популарне неформалне варијанте укључују "један-на-један", "пут око света" итд.